# Kanton Golbey
Der Kanton Golbey ist seit 2015 ein französischer Wahlkreis im Arrondissement Épinal für die Wahl im Département Vosges in der Region Grand Est; sein Bureau centralisateur befindet sich in Golbey.

## Geschichte
Der Kanton entstand bei der Neueinteilung der französischen Kantone im Jahr 2015. Seine Gemeinden kommen aus den ehemaligen Kantonen Châtel-sur-Moselle (9 der 23 Gemeinden) und Épinal-Ouest (5 der 11 Gemeinden).

## Lage
Der Kanton liegt im Zentrum des Départements.

## Gemeinden
Der Kanton besteht aus zwölf Gemeinden mit insgesamt 25.276 Einwohnern (Stand: 1. Januar 2022) auf einer Gesamtfläche von 120,57 km²:
| Gemeinde           | Einwohner 1. Januar 2022 | Fläche km² | Dichte Einw./km² | Code INSEE | Postleitzahl |
| ------------------ | ------------------------ | ---------- | ---------------- | ---------- | ------------ |
| Chavelot           | 1.372                    | 6,16       | 223              | 88099      | 88150        |
| Darnieulles        | 1.367                    | 10,10      | 135              | 88126      | 88390        |
| Domèvre-sur-Avière | 433                      | 9,16       | 47               | 88142      | 88390        |
| Fomerey            | 141                      | 5,03       | 28               | 88174      | 88390        |
| Frizon             | 484                      | 11,75      | 41               | 88190      | 88440        |
| Gigney             | 58                       | 5,09       | 11               | 88200      | 88390        |
| Golbey             | 8.827                    | 9,49       | 930              | 88209      | 88190        |
| Igney              | 1.143                    | 7,66       | 149              | 88247      | 88150        |
| Mazeley            | 267                      | 10,39      | 26               | 88294      | 88150        |
| Thaon-les-Vosges   | 8.433                    | 28,37      | 297              | 88465      | 88150        |
| Uxegney            | 2.249                    | 8,94       | 252              | 88483      | 88390        |
| Vaxoncourt         | 502                      | 8,43       | 60               | 88497      | 88330        |
| Kanton Golbey      | 25.276                   | 120,57     | 210              | 8808       | –            |

## Veränderungen im Gemeindebestand seit der landesweiten Neuordnung der Kantone
2016: Fusion Girmont, Oncourt und Thaon-les-Vosges → Capavenir Vosges (seit dem 30. Dezember 2021 Thaon-les-Vosges)

## Politik
| Vertreter im conseil général des Départements | Vertreter im conseil général des Départements | Vertreter im conseil général des Départements |
| Amtszeit                                      | Name                                          | Partei                                        |
| --------------------------------------------- | --------------------------------------------- | --------------------------------------------- |
| 2015–                                         | Raphaëla Canteri Dominique Momon              | DVD                                           |